# Бёртуэлл, Иан
Иан Бёртуэлл (англ. Ian Birtwell, родился в 1944 году в Манчестере) — английский регбист и регбийный тренер, игравший на позиции скрам-хава; тренер сборной Канады в 1989—1996 годах. Вне регби занимался наукой, доктор философии (PhD) по океанографии 

 (окончил Лондонский университет).

## Биография
Как игрок выступал за манчестерскую команду «Седжли Парк» до 1972 года, после чего уехал в Канаду играть за ванкуверскую команду «Мералома», был её играющим тренером. В 1986—1988 годах тренировал клуб «Мералома», выиграв с ним трижды чемпионат Британской Колумбии. В 1987—1989 годах — тренер сборной Британской Колумбии, выводил её на матч против Новой Зеландии. В 1989 году к 100-летию Регбийного союза Британской Колумбии со своей командой выиграл чемпионат Канады, обыграв Онтарио и Ньюфаундленд.
В октябре 1989 года возглавил сборную Канады, с которой в 1991 году вышел в четвертьфинал чемпионата мира (поражение от Новой Зеландии 13:29). В 1993 году был тренером сборной по регби-7 на чемпионате мира в Шотландии. В 1995 году сборная Канады под его руководством попала в сложную группу к Австралии (поражение 11:27), ЮАР (поражение 0:20) и Румынии (победа 34:3), не преодолев групповой этап. В 1996 году уступил пост Патрику Парфри. Всего под руководством Бёртуэлла команда выиграла 20 встреч и проиграла 16. За время своей работы в сборной Бёртуэлл разработал систему челночного бега на 40 м между двумя линиями конусов: по этой системе игрок должен совершать каждый следующий забег быстрее до тех пор, пока не выдохнется (обычно это упражнение проводится в течение 10 минут).
В 2001 году Бёртуэлл после отставки Дейва Кларка и забастовки игроков вернулся на короткое время в сборную, приняв руководство сборной на осенние тест-матчи против Австралии, Шотландии и Ирландии, хотя ключевые игроки сборной объявили о бойкоте и этих тест-матчей в знак протеста против плачевной ситуации в канадском регби. В 2018 году включён в Регбийный зал славы Британской Колумбии.
Вне регби известен как учёный-эколог, занимался вопросами загрязнения окружающей среды в Отделе токсикологии Министерства рыболовного хозяйства и океанических вод Западного Ванкувера.